# Distrikt Sitabamba
Der Distrikt Sitabamba liegt in der Provinz Santiago de Chuco in der Region La Libertad im Westen von Peru. Der Distrikt wurde am 3. November 1900 gegründet. Er besitzt eine Fläche von 315 km². Beim Zensus 2017 wurden 3625 Einwohner gezählt. Im Jahr 1993 lag die Einwohnerzahl bei 4400, im Jahr 2007 bei 3754. Die Distriktverwaltung befindet sich in der 3063 m hoch gelegenen Ortschaft Sitabamba mit 848 Einwohnern (Stand 2017). Sitabamba liegt 50 km ostnordöstlich der Provinzhauptstadt Santiago de Chuco.

## Geographische Lage
Der Distrikt Sitabamba erstreckt sich über die peruanischen Westkordillere im äußersten Osten der Provinz Santiago de Chuco. Der Río Marañón fließt entlang der östlichen Distriktgrenze nach Norden. Der Río San Sebastian durchquert den Osten des Distrikts und mündet in den Río Marañón. Der Río Sarín, ebenfalls ein Nebenfluss des Río Marañón, entwässert den Westen des Distrikts nach Norden.
Der Distrikt Sitabamba grenzt im Südwesten an die Distrikte Mollepata, Mollebamba und Cachicadán, im Norden an die Distrikte Sarín und Chugay (beide in der Provinz Sánchez Carrión), im Osten an den Distrikt Huayo (Provinz Pataz) sowie im Süden an den Distrikt Pampas (Provinz Pallasca).